# (36041) 1999 QU
1999 كيو يو (ويعرف أيضًا باسم (36041) 1999 كيو يو وفق تسمية الكوكب الصغير) (بالإنجليزية: 1999 QU)‏ هو كويكب ضمن حزام الكويكبات؛ وترتيبه 36041 من حيث الاكتشاف.
اكتُشف هذا الجُرم الفلكي بواسطة سبيس واتش في 17 أغسطس 1999.

## وصلات خارجية
- (36041) 1999 QU في قاعدة بيانات مختبر الدفع النفاث لأجرام النظام الشمسي الصغيرة

- الاكتشاف · مخطط المدار ·  العناصر المدارية · المعلمات المادية

- (36041) 1999 QU على موقع ويكي سكاي: DSS2, SDSS, GALEX, IRAS, Hydrogen α, X-Ray, Astrophoto, Sky Map, Articles and images